# Родовые имена Рюриковичей

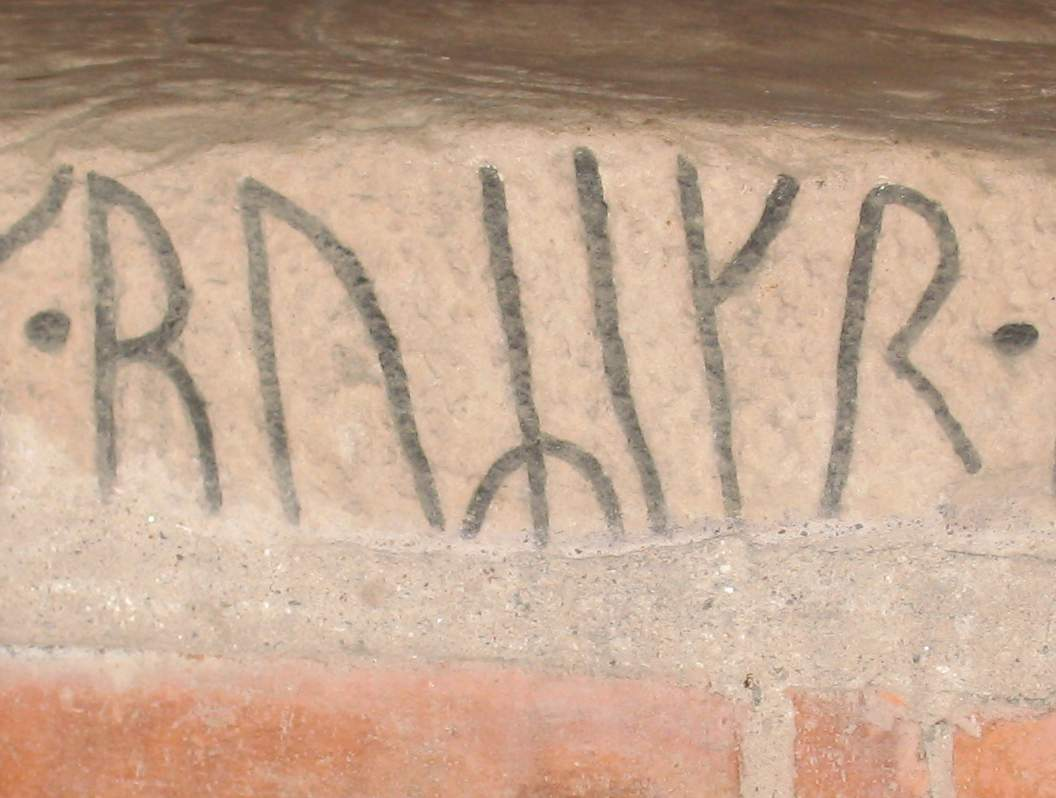
Имя Рюрика, написанное рунами

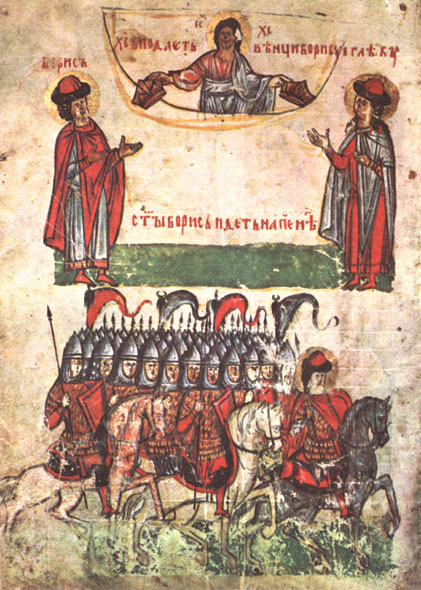
Лицевая миниатюра из «Сказания о Борисе и Глебе» Сильвестровского сборника XIV века с именами обоих князей

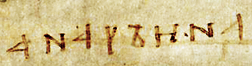
Подпись Анны Ярославны, королевы Франции

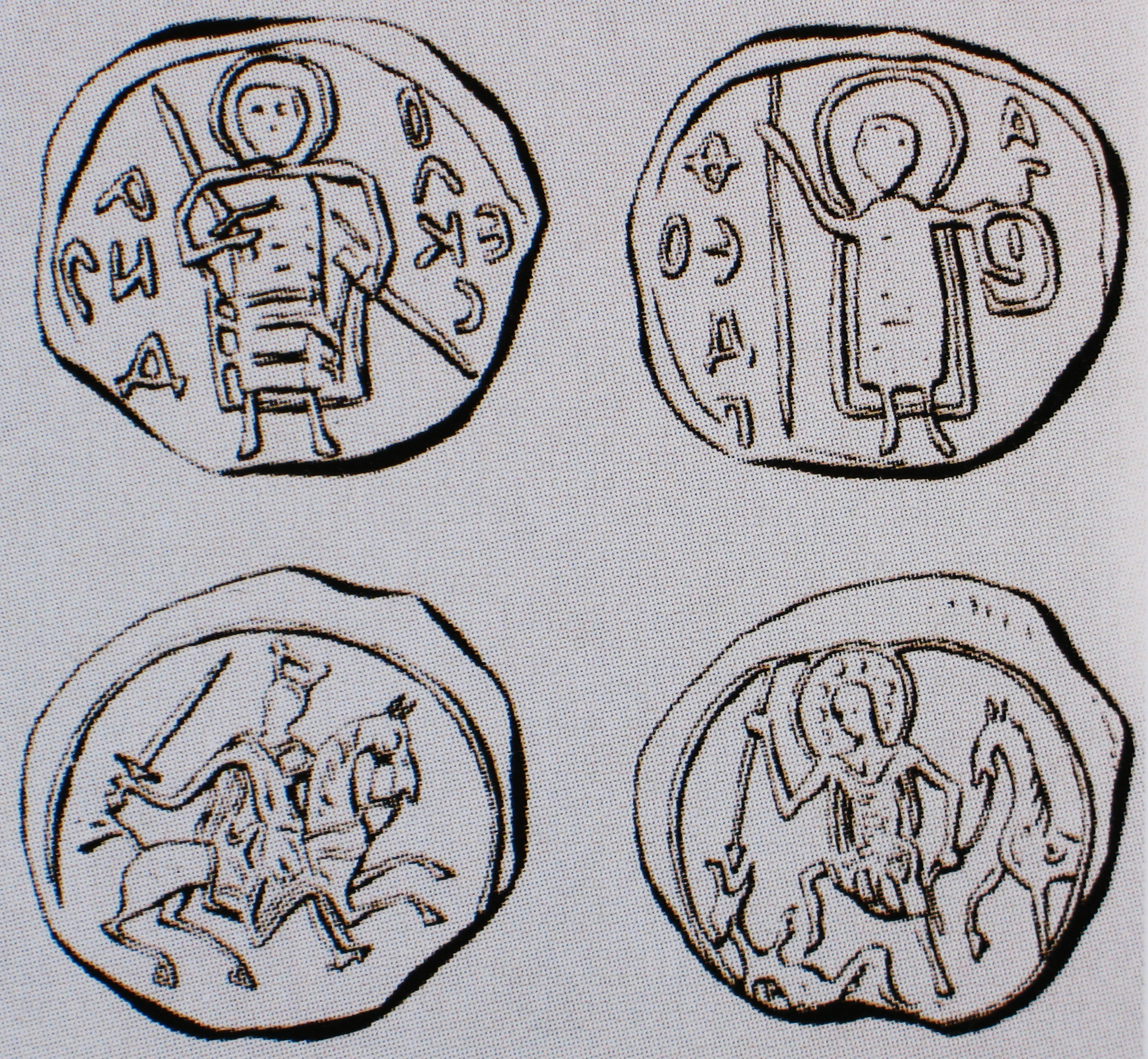
Печати Александра Невского с его именем

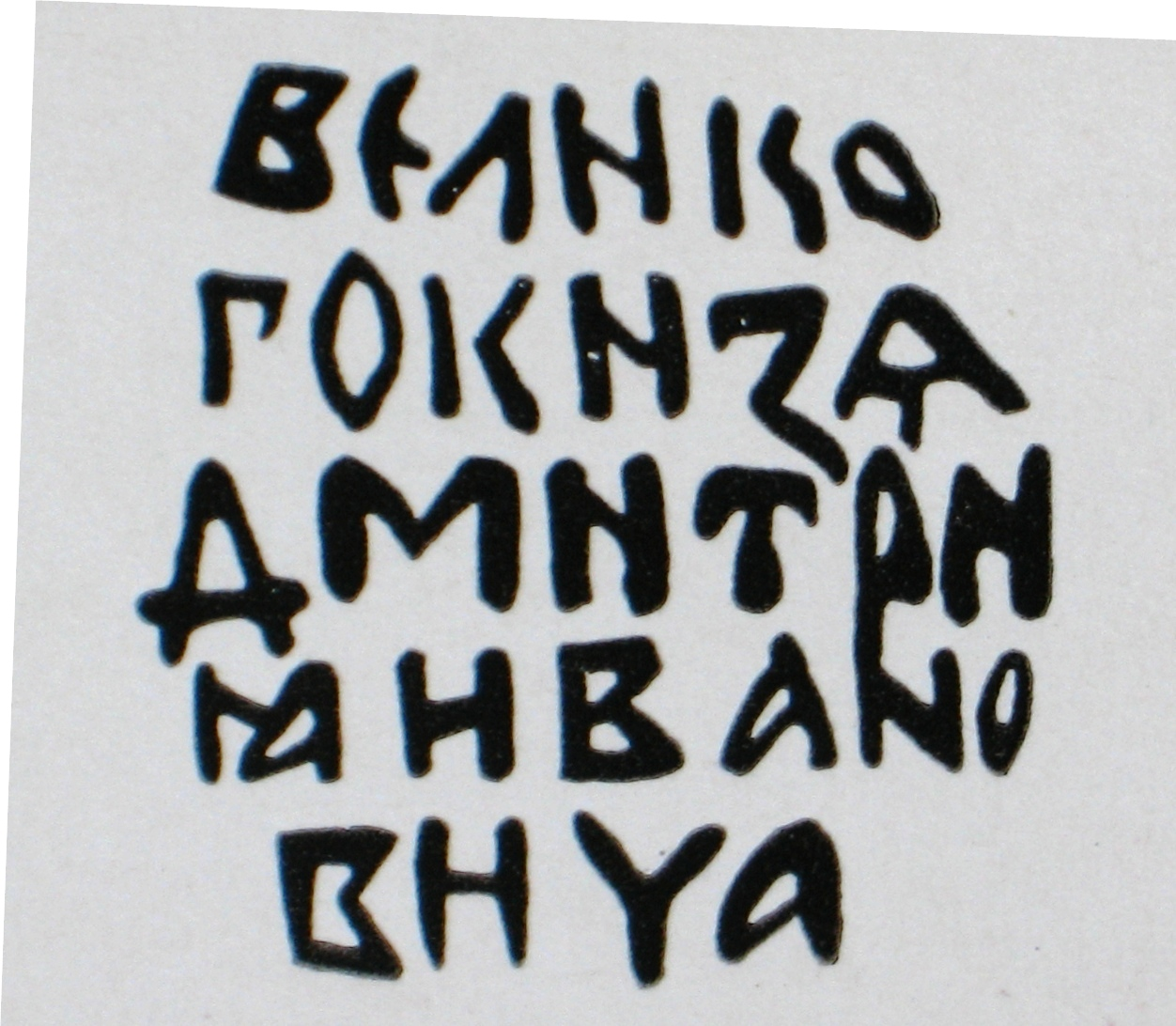
Подпись Дмитрия Донского

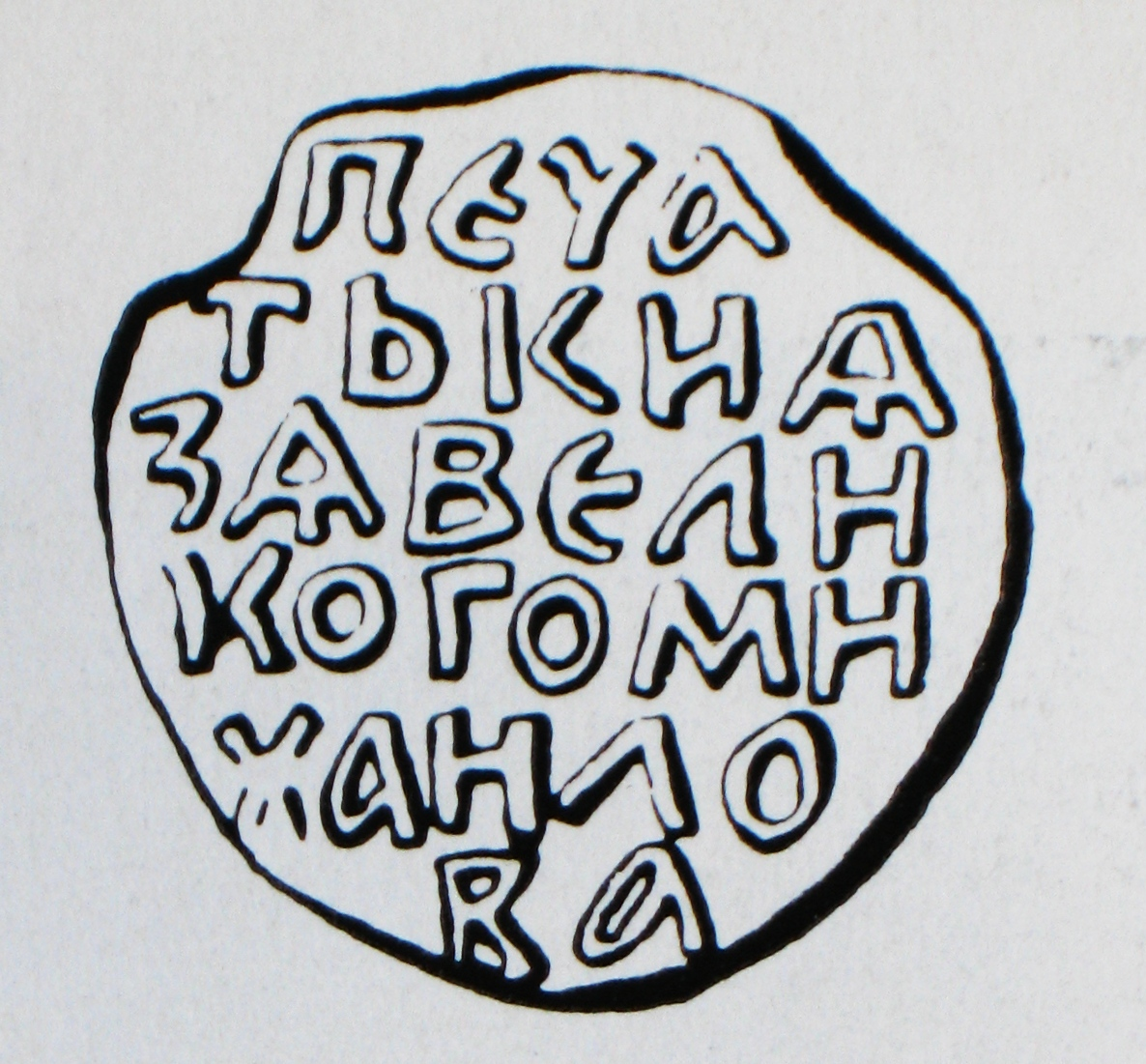
Печать Михаила Тверского с его именем

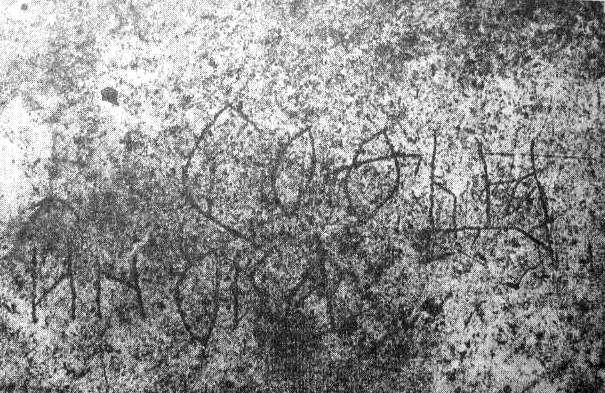
Надпись на могиле великой княгини Софьи Витовтовны

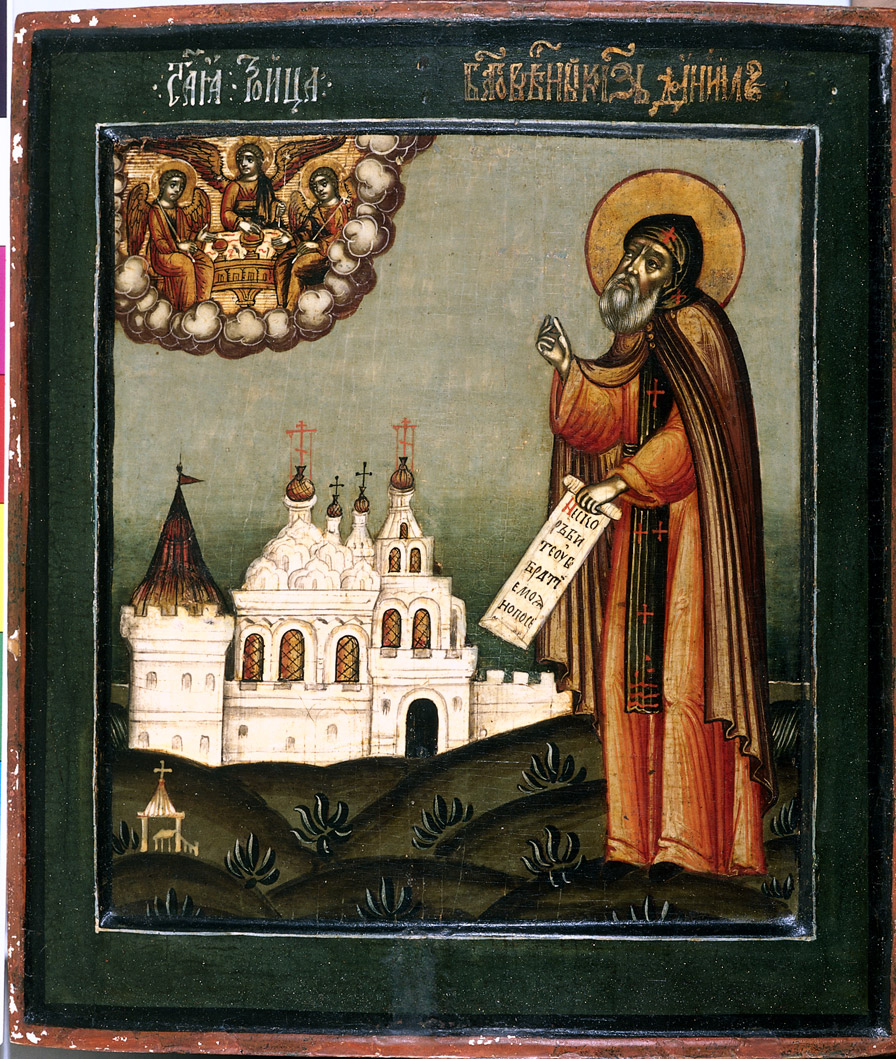
Икона с изображением святого Даниила Московского с его именем на полях

Печать Василия Тёмного и его сына Ивана Великого

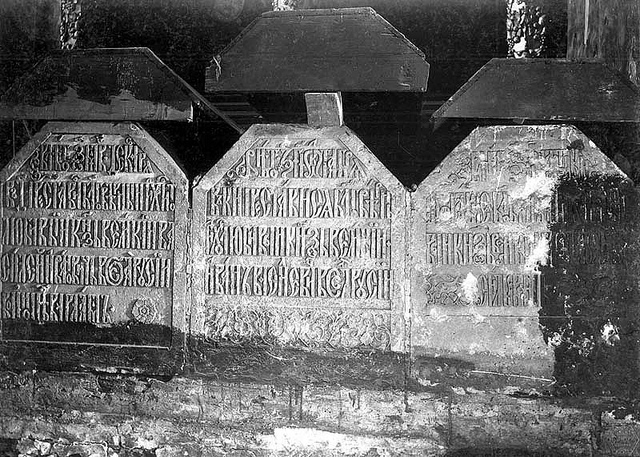
Торцы надгробий Вел. князей Василия II Тёмного, Ивана III Великого и Василия III с их именами

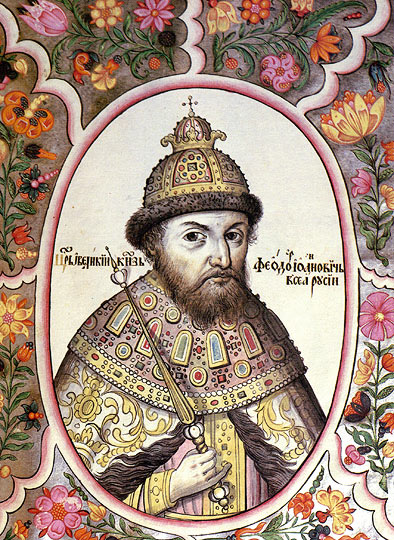
Портрет Фёдора Иоанновича из «Царского титулярника» с его именем

Родовые имена Рюриковичей — круг личных имён (антропонимикон, именослов) родовых и династических, традиционно бытовавших в среде русской правящей династии на протяжении 600 лет её существования. «Выбор имени у Рюриковичей на всем протяжении существования их рода как династии был теснейшим образом связан с правами на власть».
«Обычаи именования князя (…) сделались неотъемлемой принадлежностью правящего рода: была создана система, которая позволяла учитывать множество разноплановых тенденций при наречении каждого нового члена династии. Сама сложность и устойчивость этой системы выделяли род Рюриковичей и поддерживали уникальную долговечность правящего рода».

## Характеристика
Княжеские имена повторялись из поколения в поколение, согласно очень устойчивым моделям подбора имён.
По словам исследователей антропонимики, одним из важнейших факторов, позволявших сохранять единство рода и идею родовой преемственности на столь большой территории и в течение столь долгого времени, «несомненно были княжеские имена. Имя нередко оказывалось той минимальной единицей информации, которая доходила от давно умерших предков или отдалившихся родственников-Рюриковичей. Выбор имени, тем самым, был важной частью династической стратегии, он подчинялся целой системе правил, тесно связанных с идеей наследования власти».
Рано складывается язык династических имён, с помощью которого родители «обращались к современникам и потомкам, пытаясь определить не только связь с родовым прошлым, но и династическое будущее каждого наследника». Устойчивость модели олицетворяла незыблемость права на власть, и хотя окружающие условия менялись (изменения в системе власти влекли за собой изменения в системе имён), однако в общем сохранялась стабильность.
В сложной многоступенчатой системе наследования княжеских «столов» на Руси имя нередко показывало династические перспективы младенца. Например, если ребёнка называли в честь близкого родича, при жизни обладавшего определённым княжеским столом, зачастую это значило, что новорождённому прочили то же княжение, причём то, что он оказывался полным тёзкой, придавало легитимность его праву на власть, ребёнок становился как бы «живым подобием». Ещё именами «закрепляли» приобретённый высокий статус или заявляли на него свои права.
На протяжении долгого времени некоторые языческие имена использовались исключительно среди князей Рюриковичей (например, Владимир, Мстислав, Ярослав, Рюрик, Святослав). Например, имя «Владимир», несмотря на существование святого, появляется за пределами княжеской семьи достаточно поздно — лишь в XIV веке.
Источником летописного рассказа о призвании варягов во главе с Рюриком считается династическая этиологическая легенда русских князей, согласно которой Рюрик был прародителем княжеского рода, что отражено в древнерусском княжеском именослове, в котором имя Рюрик начинает использоваться с 1060-х годов. Династическая легенда закрепилось в древнейшем русском летописании и древнерусском политическом сознании.

### Принципы
Основные принципы именования унаследованы традицией имянаречения из домонгольской эпохи:
- консерватизм именослова
- обычай наречения в честь предка — то есть, выбор прототипа для ребёнка
- многоименность, позволяющая обозначать одно и то же лицо в разных системах координат (русское личное имя → языческое имя (+ прозвищное имя) → христианское имя (+ прямое имя)

Хотя структура была крайне косной, со временем у региональных ветвей Рюриковичей вырабатываются свои предпочтения. Однако существовал некоторый базовый, общий фонд имён, которым пользовались все ветви.
При выборе имени в честь предка, в основном, придерживались таких принципов:
- со времен крещения Руси все князья имели христианские имена, но поскольку языческие имена уходили крайне медленно, в качестве важнейшей модели именования правителя очень долго функционировала двуименность. Христианские имена встраиваются в именослов постепенно.
- круг имён был замкнут, однако замкнутость была разной для христианских и мирских имён. Мирских имен был ограниченный набор, причем исключительно княжеских. Христианские имена, разумеется, в отличие от княжеских мирских, могли даваться любому человеку на Руси, однако не всякое христианское имя годилось для Рюриковича.
- исконная этническая принадлежность имени (славянское, скандинавское, тюркское, языческое, христианское) была безразличной — важно, что имя должно было отсылать к предку, прототипу[8].

Кроме того:
- первое время существовал «принцип варьирования родового имени» — языческое имя сына могло содержать 1 часть имени отца, то есть имена отца и сына могли содержать и совпадающие, и несовпадающие элементы, оказываясь созвучными, что обозначало, что ребёнок — «продолжение» родителя (Ярослав Ярополчич, Ярополк Святополчич, Изяслав Мстиславич, Всеволод Володимирович, и т. п.) Этот прием удобен для использовавшихся славянских двухсоставных имён, аналогичный способ использовался и в германских династиях, причём был для них ещё важнее, чем наречение в честь предка[9]. На Руси наиболее ярко этот принцип проявлялся приблизительно до середины XI века, благодаря ему сформировалась стандартная структура двусоставного княжеского имени с доминированием корня «-слав». В конце XI—XII вв. этот принцип чаще лишь дополняет, подкрепляет принцип повтора родового имени[10].
- существовал строгий запрет на наречение мирским именем отца или деда, если тот ещё был жив (соблюдался до XVI века; хотя есть случаи нарушения и в XIII веке[L 1]), то есть старший сын нередко получал имя в честь прадеда, а вот младшему уже доставалось имя деда, хотя с точки зрения преемственности власти логично было бы, чтобы старший получал «дедне имя». Дочери аналогично не получали имена, производные от имени отца (например, Олег/Ольга). Крестильные имена могли совпадать, с XIII века даже у отца и сына (однако в этом случае со 2-й половины XIV века тёзкам-родственникам покровительствовали разные тёзки-святые, что сохранилось и у Романовых[11]).
- при этом родовое мирское имя не должно оставаться вакантным (то есть после смерти деда его имя быстро даётся новорождённому).
- в домонгольское время живым братьям не дают одинаковых имён, однако младший брат мог быть назван так же, как умерший старший (в позднее время этот обычай нарушается, и появляются живые братья-тёзки).
- младенцу могли подобрать имя так, чтобы он был полным тёзкой прототипа — с отчеством.
- князь — полный тёзка своего деда или прадеда, мог дать своим сыновьям те же имена (и даже в той же последовательности), что и его предок, то есть список имён княжеских сыновей через 1-2 поколения мог повториться.
- ребёнок мог быть назван не в честь прямого предка, а в честь родственника, от которого отец унаследовал престол, причём даже если передача власти произошла насильно[12]. Подобные примеры встречаются с XI века: так, Изяслав Ярославич, отобрав Турово-Пинское княжество у Святополка Окаянного, своего сына назвал Святополком — в будущем мальчик унаследует эти земли. Наследником последнего станет его двоюродный брат Владимир Мономах, сын которого Мстислав Великий назовёт сына Святополк Мстиславич.
- существовал обычай наречения одного из младших сыновей именем живого дяди со стороны отца (это было связано с системой наследования — см. лествичное право). Отец младенца мог иметь заключённый «ряд» со своим братом о том, что тот будет отстаивать интересы племянника, если тот осиротеет. В летописях такие «усыновлённые» сироты-племянники называются «сыновцами», а их дядя-опекун — «стрыем». Это «мирная» схема совпадения имён дядя-племянник; «немирная» же применялась, когда ребёнок назывался так, чтобы оттеснить в будущем дядю с его земель, из цепи преемственности родовых прав, стать ему конкурентом — однако в таком случае это имя давалось обычно не младшему сыну, а старшему.
- ребёнка могли называть в честь того родственника-Рюриковича, с кем заключался мирный договор.
- по мере расширения списка канонизированных князей популярней становились имена из него (первые — Борис и Глеб, Владимир), так как они сочетали качества и имён «предков» и христианских святых.
- группы имён детей одного князя от разных женщин могли явно различаться по своему происхождению (например, Владимир Мономах назвал одних языческими именами, а вторых — христианскими; однако специальных принципов именования бастардов не было выработано[13]).
- с XIII века прежний принцип двуименности «языческое имя + христианское имя» сменяется поздним «родовое христианское имя + имя по святцам (прямое имя)».

### Многоименность

#### Мирские (княжеские) имена
Ко времени принятия христианства Русью, по-видимому, существовала устойчивая традиция имянаречения, являющаяся одной из важнейших составляющих культа рода (ребёнок входил в мир, получая имя предка, связывающее его с родом). Династическая традиция весьма консервативна, и христианские имена, никак не связанные с предками, могли превратиться в родовые только спустя большой срок. «Поэтому древний именослов Рюриковичей, состоящий из языческих по происхождению имён, ещё несколько веков никуда не исчезает, а существует параллельно с христианским». В эпоху после крещения Руси каждый князь имел, по меньшей мере, 2 имени — мирское и христианское, причём пары этих имён тоже часто наследовались.
Нехристианских родовых имён у князя могло быть несколько. Иногда ребёнок мог получить имя из рода матери; иметь два родовых имени со сторон обоих родителей; очень редко — получить его от побратима, покровителя рода.
Большинство из этих имен, как правило, не использовались вне княжеской семьи (хотя имена с теми же производными основами есть и у их близкого окружения).
Со временем эти имена (если только они не стали именами христианскими через канонизацию одного из их владельцев) постепенно исчезают. В середине XIII века языческие имена уступают своё господствующее положение христианским. К концу XIII века в семьях северо-восточных Рюриковичей может не быть ни одного ребёнка с таким именем, или не более одного; сам именослов разительно сокращается (до Ярослава, Святослава и Олега — хотя есть версия, что это тоже были имена святых, но местночтимых).
К XV веку мирские имена практически полностью вытесняются из обихода правящего рода.

##### Славянского происхождения
В основном это были двухосновные имена с определённым набором корней («-слав», «-свят», «-яр», «-полк», «-перед (пред)», «-волод (влад)», -«мир»).
Имена значительной части князей имеют вариант с регулярно воспроизводимой основой «-слав» на втором месте и какая-либо основа на первом. Этот элемент употреблялся не только в русской правящей династии, однако «из-за своей частотности в династическом антропонимиконе он становится своеобразным показателем княжеского достоинства».
- Борис — с XII—XIII вв. становится христианским именем.
- Брячислав
- Владимир — примерно с XIII в. становится христианским именем.
- Володарь
- Всеволод
- Всеслав
- Вышеслав
- Вячеслав — хотя одноимённый чешский князь был уже прославлен церковью, имя функционировало у Рюриковичей сначала как нехристианское
  - Вячко  — редкое использование
- Изяслав
- Мстислав
- Позвизд  — единократное использование
- Родослав (Рослав, Родислав) — редкое использование. Появилось в рязанской ветви Рюриковичей во 2-й половине XIV века как сконструированное, прежде неизвестное родовому именослову.
- Ростислав
- Святополк — используется вплоть до середины XII века
- Святослав
- Станислав — однократное использование
- Судислав — имя исключено из семейного именослова после того, как Судислав Владимирович 20 лет просидев в тюрьме, был лишён прав на престол[19].
- Ярополк
- Ярослав

Женские имена:
- Болеслава — однократное использование, вероятно, княжна была названа в честь какого-то из родственников из польского рода Пястов, где его мужская форма является знаменитым династическим именем
- Верхуслава — нет мужского аналога. Устоявшееся династическое имя; позже становится династическим и у Пястов.
- Всеслава
- Вышеслава
- Гордислава
- Гремислава
- Добрава
- Добродея
- Добронега, Доброгнева, Добравка — известно из западного источника, однократное упоминание. Становится династическим для Пястов.
- Звенислава — нет мужского аналога. Династическое имя. Позже проникает к Пястам
- Изяслава — однократное упоминание
- Мстислава — встречается только в западных источниках
- Переяслава
- Предслава, Предислава, Передслава — популярно несколько веков; одно из древнейших дошедших имён
- Прибыслава
- Прямислава, Премислава
- Ростислава — однократно встречается
- Сбыслава — нет мужского аналога среди княжеских имён, однако «Сбыславы» встречаются среди бояр и дружинников
- Святослава — с XIII века
- Ярослава

В XI — 1-й половине XII века встречаются женские имена без мужских аналогов. Лишь во 2-й половине XII века появляются имена типа «Ярославы» и «Ростиславы». Вполне вероятно, что каждое мужское княжеское имя с корнем «-слав-» допускало существование женского варианта, однако неизвестно, реализовались ли все эти возможности на практике.

##### Скандинавского и иного происхождения
Однозначно скандинавскими являются Ингвар, Ингеборга, Ингигерда, Мальфред. Происхождение прочих спорно.
- Глеб — с XII—XIII вв. становится христианским именем.
- Игорь — популярно в черниговско-рязанской ветви
- Ингвар, Ингварь
- Олег
- Рогволод — популярно в династии полоцких князей
- Рюрик — династическое имя[7]
- Шварн (по некоторым источникам — имя трактуется как Сваромир) — выбор имён у галицко-волынских князей расходится с общеродовой практикой

Женские имена:
- Ингеборга, Ингибьёрг — однократное упоминание в западном источнике
- Ингигерда
- Мальфред, Мальфредь, Мальфрид, Мальмфрид  (no:Målfrid; вероятно — из немецкого имени Amalfrida) устойчивое династическое имя. По одной из версий первой носительницей была Малуша, мать Владимира Святого.
- Ольга
- Рогнеда, Ярогнеда — династическое имя

#### Христианские (крестильные) имена
Долгое время после принятия христианства Русью князья продолжали иметь одновременно 2 имени — языческие «княжеские» родовые имена и крестильные христианские имена (т. н. «именная пара»).
Так, крестильные имена первых святых князей — «Давид» и «Роман» — свв. Бориса и Глеба; а «Василий» — св. Владимира; это три древнейших по использованию среди Рюриковичей христианских имени.
При выборе языческого имени в честь предка ребёнка могли крестить тем же христианским именем, какое носил и предок. Возникали устойчивые «именные пары». Например, Владимир Мономах был крещён «Василием», как и его предок Владимир Святой. В идеальном варианте совпадали и оба отчества — языческое и христианское.
Со второй половины XI века наблюдается процесс превращения мирских, родовых имен канонизированных князей в христианские имена (в первую очередь, имён «Борис», «Глеб», «Владимир»). А их собственные христианские имена превращаются в княжеские родовые (в первую очередь, соответственно — «Давид», «Роман», «Василий», затем «Георгий» и «Андрей»). Эта диффузия — первый признак глобальных изменений в схеме «именной пары». Христианское имя встраивается в родовую историю по схеме: сначала канонизированный князь с языческим именем носит его в качестве второго, крестильного. Затем его потомок получает его в качестве единственного имени, так как оно становится для него и родовым, и христианским, таким образом языческое имя перестаёт быть нужным в качестве родового. Причина повтора крестильных имён у потомков — в соединении христианской традиции и родового культа предков.
Владимир Мономах даёт своим младшим детям имена отца и деда — «Георгий» и «Андрей», хотя эти его предки не были причислены к лику святых — что стало переломным. В отношении христианских имён проводится та же политика, что и славянских — родовое имя не должно оставаться вакантным (то есть после смерти деда его имя быстро даётся новорождённому).
То, что христианское имя не было «родовым (тронным)» четко осознавалось: так, в древнейших летописных текстах (XI - 1-я пол. XII вв.), если сообщается о смерти княжича и княжны только с христианским именем, это значит, что скончавшийся — ещё не «взрослый», не отделившийся от отца. Если же умирал уже взрослый, самостоятельный князь, не подчинённый отцовской власти и имеющий собственный стол, то сообщение о его смерти непременно содержит упоминание родового имени, и только изредка — христианского.
«Несмотря на явное господство исконных родовых имён, уже в середине XI века есть князья, которые в летописи упоминаются исключительно под своим христианским именем. К началу XII века число таких членов княжеского рода несколько возрастает, а к середине XIII века их количество уже довольно велико. К XV веку, как известно, старые мирские имена практически полностью вытесняются из обихода правящего рода».
Итак, христианские имена на протяжении XII века постепенно завоевывают место в качестве родовых княжеских имён, «двойная княжеская генеалогия, основанная на культе предков и культе патрональных святых рода, все более сливается воедино». Ряд особенностей выбора родового имени при этом сохраняется:
- это ограниченный круг имён, передающийся от предков к потомкам. Как и в случае мирских имён, он демонстрирует планы относительно распределения власти
- стратегия выбора имени может копировать стратегию имянаречения предков
- в отличие от мирских имён, ребёнок может нарекаться именем ещё живого прямого предка — то есть христианские имена как будто не связываются с моделью, что новый член является «воплощением» умершего предка. Учитывается родство иного порядка — с небесным святым покровителем. Мирские имена предка и ребёнка, тем не менее, все ещё не должны совпадать.

Во втором-третьем десятилетии XIII века происходит очередной перелом в общей истории имянаречения у Рюриковичей: изменяется общий порядок выбора имени (родового мирского и христианского), принципы выбора крестильного имени переносятся на выбор родового княжьего. Новорождённые уже могут получить мирское имя живого деда; вообще происходит смешение правил, относящихся к двум прежде различным системам именования, появляется прообраз нового династического принципа наименования — когда сын может получить имя живого отца или деда (например, Ярослав Ярославич).
Постепенно возникает другая именная пара: непубличное прямое имя (см. ниже), выбранное по святцам, и публичное, также христианское, однако родовое. При его выборе «соображения родовой преемственности могли в явной форме возобладать над ориентацией на месяцеслов». Более того, если летописи приводят несколько разных дат рождения ребёнка, и точно известен его патрональный святой, то, скорей всего, истинна та дата, которая не совпадает с праздником этого святого, то есть не выглядит результатом подгонки, вычислений летописца.
Христианские имена родичей теперь могут совпадать (появляется выражение «отчее имя»), но в сознании современников они не являются тёзками, так как происходит их расподобление с помощью одноимённых, но различных святых покровителей. В домонгольской Руси подобного механизма не было (князь по имени Андрей чтил всех святых Андреев), то к позднему времени происходит четкая дифференциация святых. Так, показательны покровители московских государей: Иван III (Иоанн Златоуст), его сын Иван Иванович Молодой (Иоанн Предтеча), его племянник Иван Грозный (он же), его сын Иван Иванович (Иоанн Лествичник) — причем называя сына, будущего Ивана Грозного, полным тёзкой рано умершего наследника Ивана Молодого, его отец мог помнить о связанном с этим династическом кризисе и подчеркнуть права своего ребёнка. При этом мы не встретим Дмитриев Дмитриевичей или Борисовичей, так как в роду Рюриковичей почиталось только по 1 святому такого имени. Совпадать не должны были покровители живых родичей-тёзок, в случае покойного предка этот запрет снимался и даже приветствовалось, так как позволяло уподобить ребёнка предку. У поздних Рюриковичей также могут носить одинаковые имена и иметь одного святого покровителя живущие одновременно родные братья (например, Дмитрий Шемяка и Дмитрий Красный), что в предшествующую эпоху было возможно только в случае смерти старшего из них.

##### Список
На выбор имени влиял и традиционный список принятых в роду имён, так и дата рождения — при выборе имени могли ориентироваться на святцы — то есть на ближайший праздник популярного святого, выпадавший близко ко дню рождения (в XV—XVI веках — имя того святого, который поминался на 8-й день со дня рождения; позже — на 7-й; также вариант — в тот же день).
- Александр — с конца XII века. Особенно популярным становится после св. Александра Невского, но у поздних московских Рюриковичей исчезает
- Андрей — включается в именослов во вторую очередь, вслед за тремя старейшими именами, так как это было крестильное имя отца Владимира Мономаха Всеволода. Разные покровители — Андрей Первозванный, Андрей Критский и Андрей Стратилат. Святой князь Андрей Боголюбский делает это имя необычайно устойчивым
- Афанасий
- Борис — становится христианским из языческого в XII—XIII вв.
- Василий — крестильное имя Владимира Святого, вдобавок, переводящееся как «царь».
- Владимир — становится христианским из языческого примерно в XIII в.
- Гавриил
- Георгий, Юрий, Гюргий, Дюрги, Юрьи — включается в именослов во вторую очередь, вслед за тремя старейшими именами, так как это было крестильное имя Ярослава Мудрого. Позже популярность ему приносит Юрий Долгорукий. Оно сохраняет популярность до XVI века — его носит около тридцати Рюриковичей. Святой Георгий-воин становится своего рода семейным покровителем князей.
- Глеб — становится христианским из языческого в XII—XIII вв.
- Давид, Давыд — крестильное имя св. князя Глеба, поэтому входит в именослов одним из первых.
- Даниил — с XIII века в течение нескольких поколений являлось престижным родовым именем, однако со временем перестаёт использоваться в династии московских князей, несмотря на то, что её родоначальник носил именно его[19].
- Дмитрий — у Рюриковичей весьма почитался Дмитрий Солунский, а потом это имя в крещении носил всеобщий предок Всеволод Большое Гнездо, что сделало его ещё более популярным
- Евстафий — редкое использование, возможно — монашеское имя
- Еремей, единократное использование
- Иван, Иоанн — с конца XII века. Святые покровители — Иоанн Предтеча, Иоанн Златоуст, Иоанн Лествичник.
- Илья — редкое использование
- Ираклий — выбор имён у галицко-волынских князей расходится с общеродовой практикой
- Константин — с конца XII века
- Лев — выбор имён у галицко-волынских князей расходится с общеродовой практикой
- Меркурий
- Михаил — святым покровителем был предводитель небесного воинства Архистратиг Михаил
- Николай — редкое использование
- Осип — редкое использование
- Пётр — редкое использование
- Пантелеймон — редкое использование
- Семён, Симеон
- Роман — крестильное имя св. князя Бориса, поэтому входит в именослов одним из первых.
- Тит — редкое использование
- Феодор, Фёдор — святыми покровителями были святые воины Фёдор Стратилат и Фёдор Тирон
- Демид
- Демьян

Святые покровители рода Рюриковичей

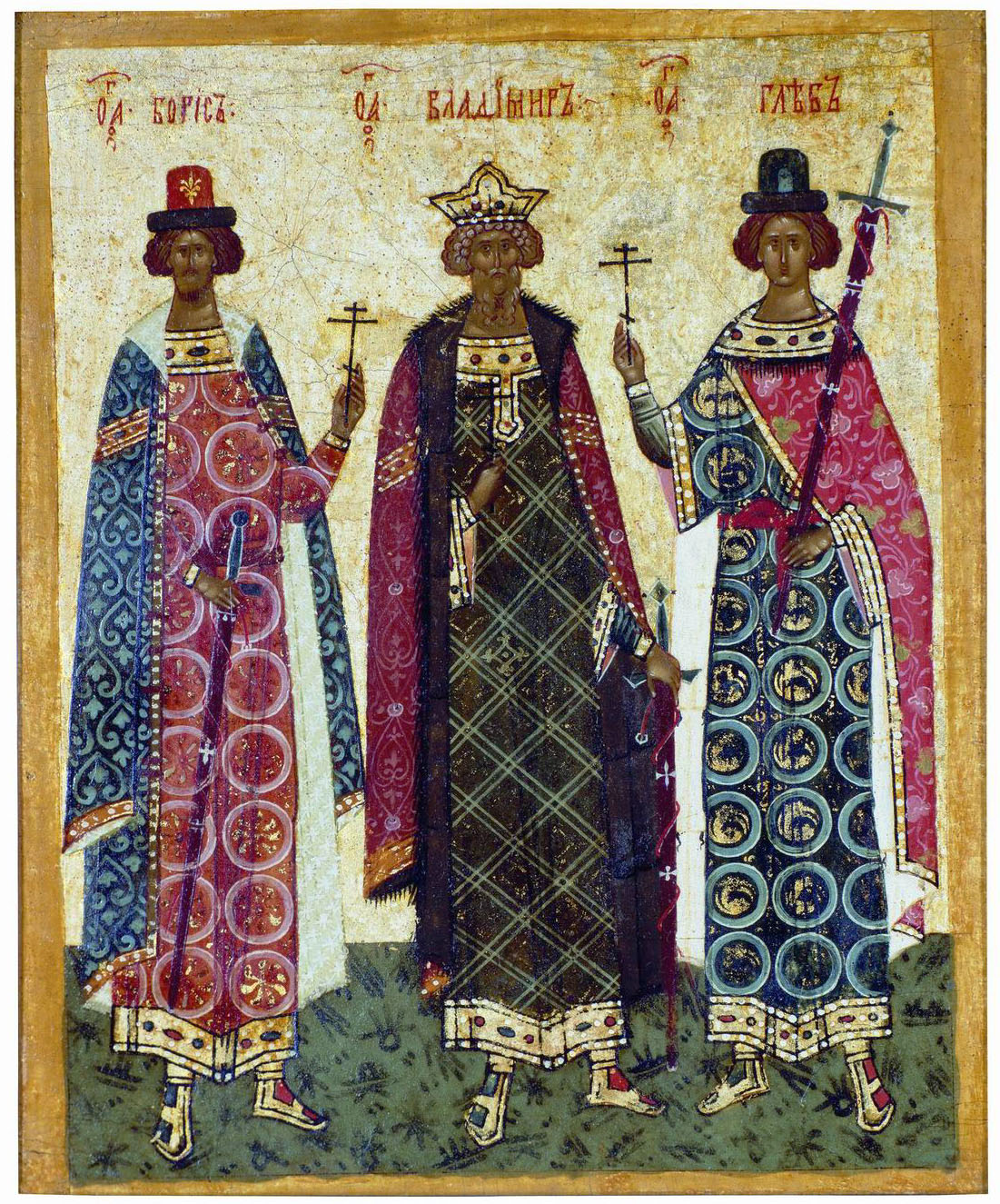
Владимир Святой, Борис и Глеб (крестильные имена Василий, Роман и Давыд)
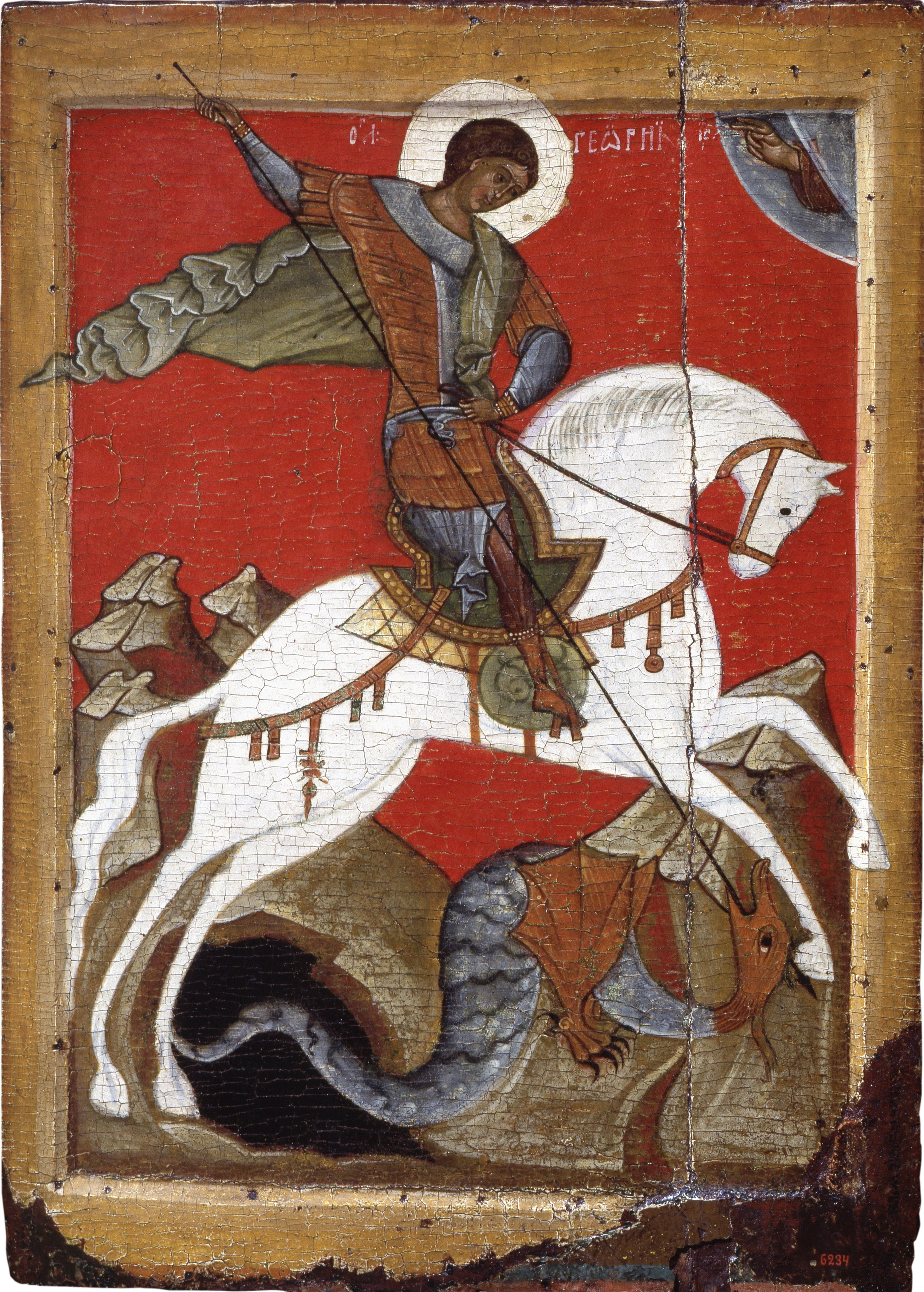
Георгий Победоносец
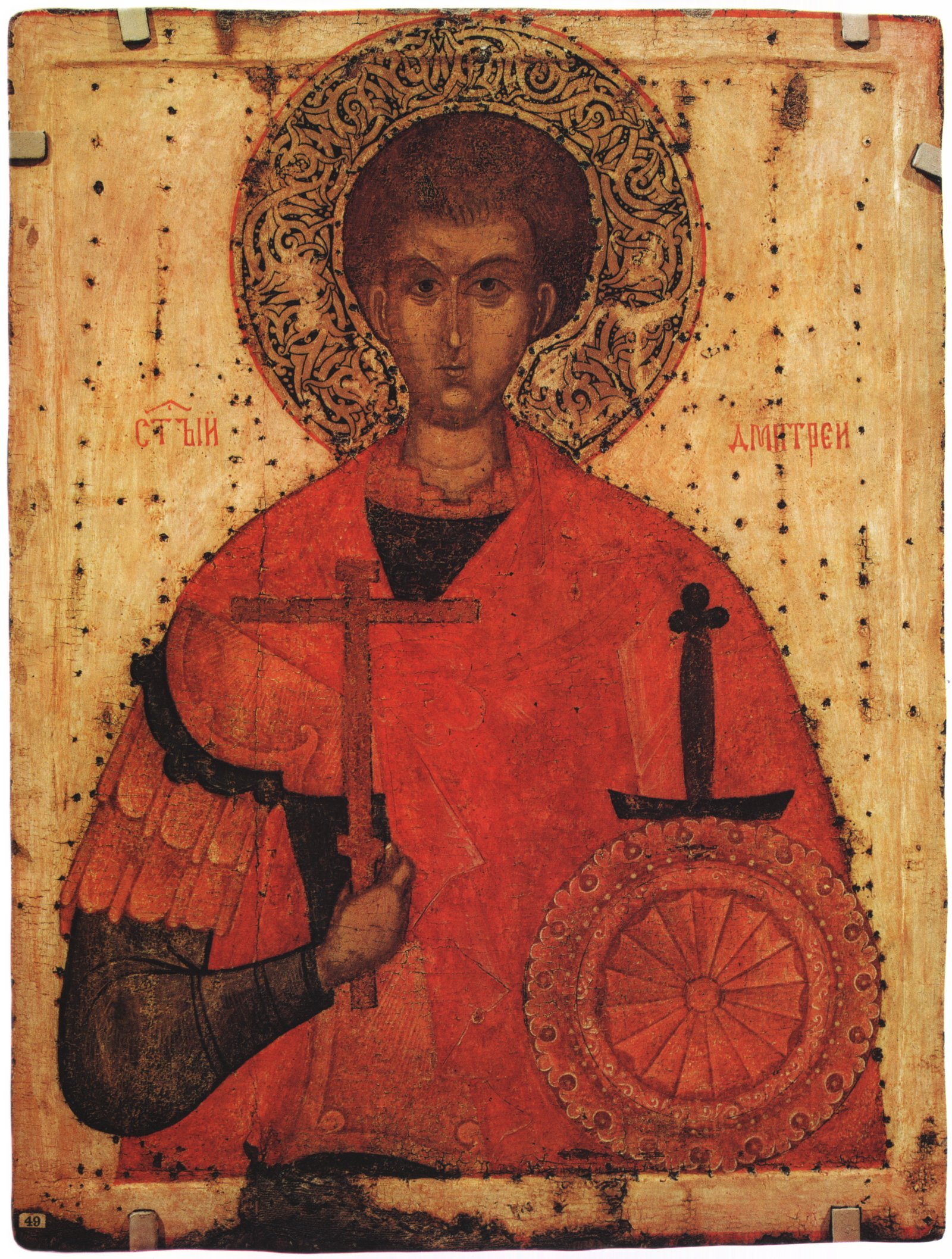
Дмитрий Солунский
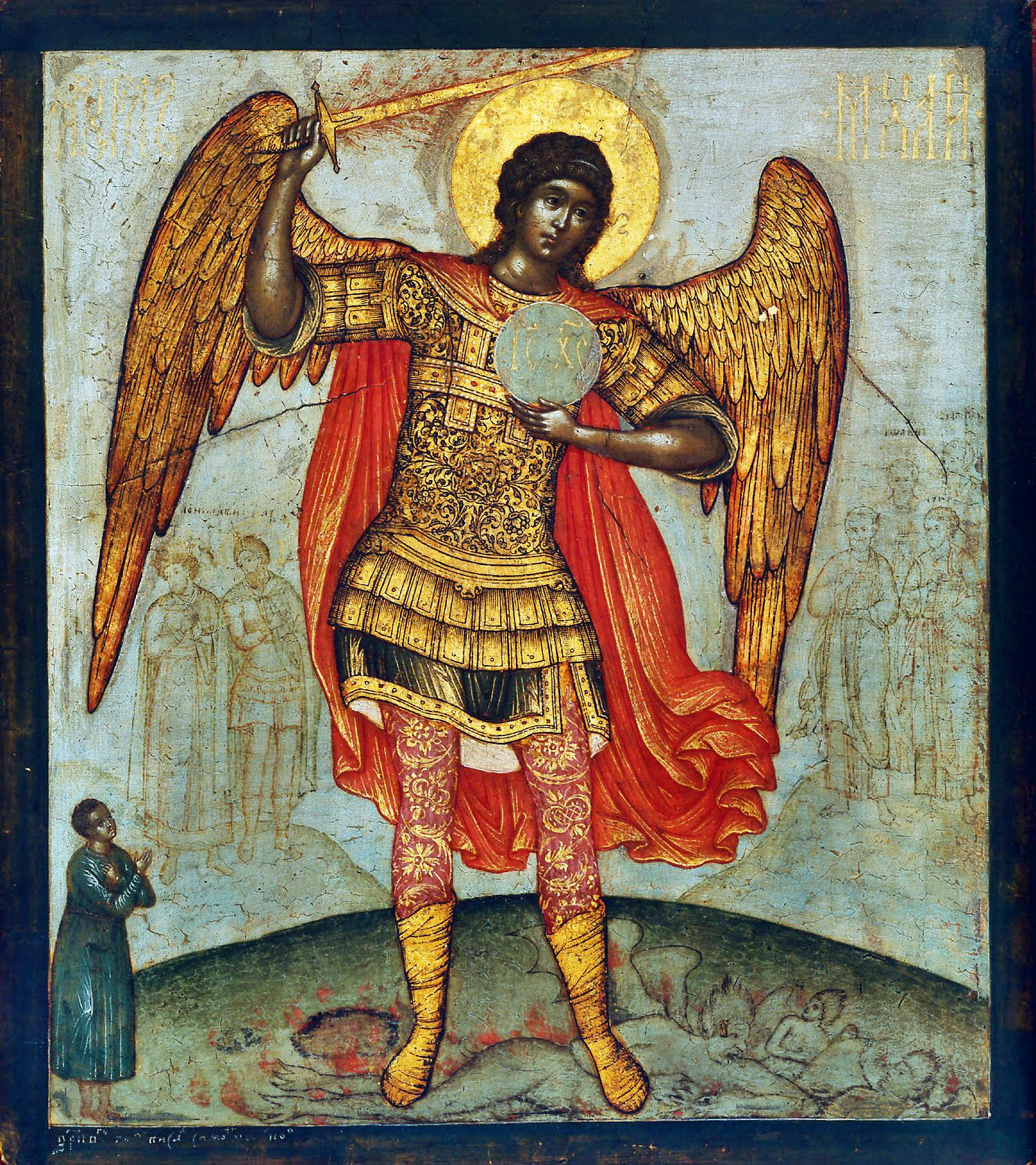
Архангел Михаил
Фёдор Стратилат
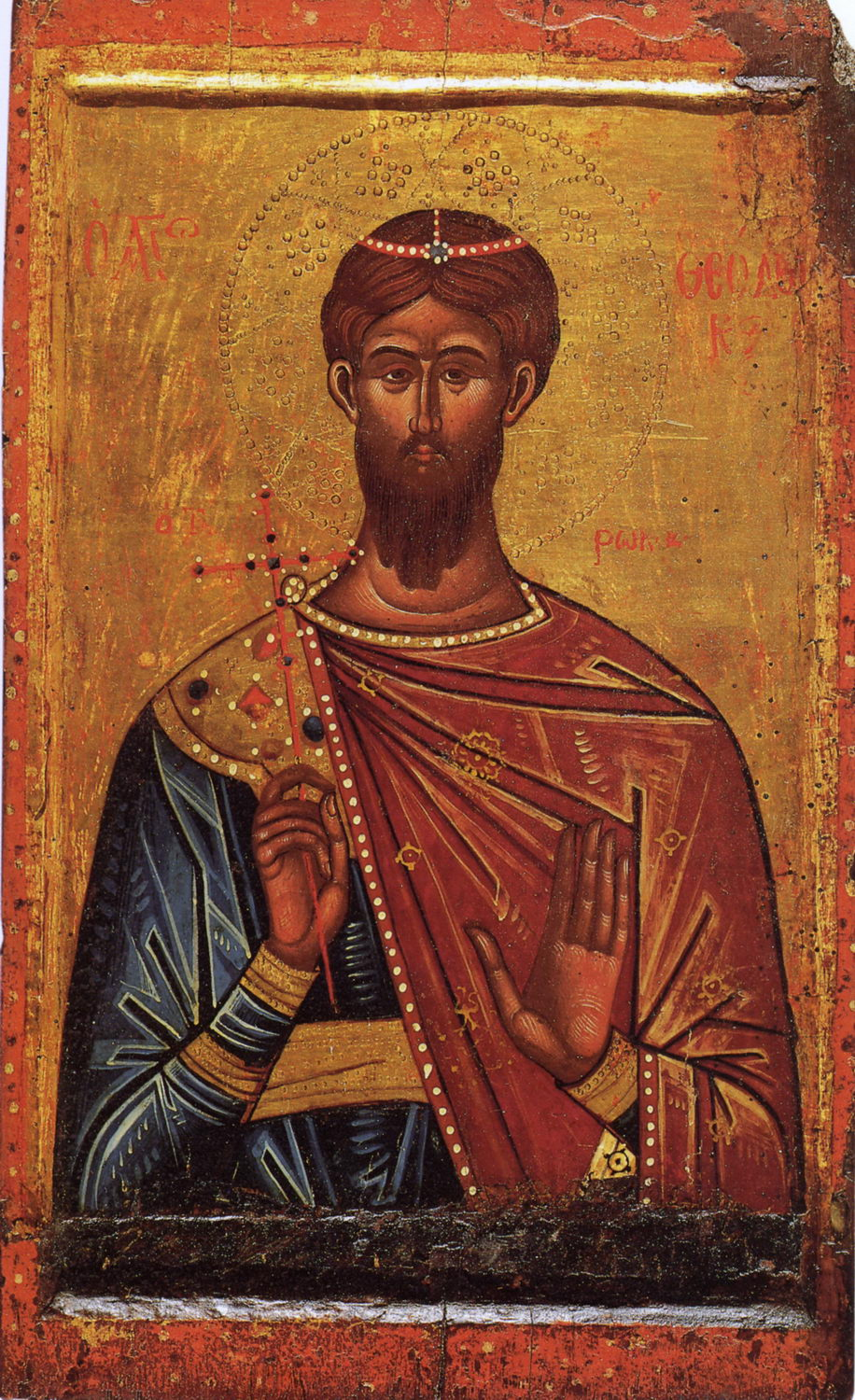
Фёдор Тирон

Женские имена
- Агафия, Агафья
- Агриппина, Аграфена
- Анастасия
- Анна
- Василиса
- Евдокия
- Евпраксия
- Евфимия
- Екатерина
- Елена
- Елизавета
- Ефросинья — изначально имя при постриге княжны Предславы, которая прославилась как святая Евфросиния Полоцкая; после этого монашеское имя проникло в светский именослов женщин семьи.
- Иулиания
- Мария
- Параскева
- Пелагея
- София, Софья
- Ульяна
- Феодора
- Феодосия
- Феотиния

##### Парные имена
Существовали устоявшиеся пары мирское/христианское имя, применявшиеся в системе двойного именования:
- Борис — Роман
- Владимир — Василий
- Всеволод — Андрей
- Глеб — Давид
- Игорь — Георгий
- Изяслав — Пантелеймон
- Мстислав — Фёдор
- Ростислав — Михаил
- Ярослав — Георгий

##### Иноческие имена
При постриге князья и княгини получали новые иноческие (монашеские) имена. Причем, строго говоря, получение иноческого имени должно было обозначать утрату предыдущего христианского имени, для Рюриковичей этого не происходило, и в летописях могут упоминаться оба имени сразу. (Любопытно, христианское имя при постриге изменялось не всегда). Более того, в ранний период (XI — 1-я половина XII в.), от которого сохранилось мало христианских имён, не всегда ясно, что стоит ли за единичным упоминанием христианского имени князя в сообщении о его смерти — его иноческое имя или крестильное.
Иноческое имя могло выбираться по различным причинам — иногда по созвучию. Симеон Гордый родился в день мученика Созонта, но был крещён в честь другого святого — одного из Симеонов; однако предсмертный постриг принял именно как Созонт.
Новое имя, полученное постриженным Рюриковичем, входило в родовой обиход. Крестильное и иноческое имена могли сохраняться в родовой памяти почти как равноправные; иноческое могло повторяться у его потомков. Повторение иноческого имени шло по нескольким моделям:
- Принимая постриг, Рюриковичи могли брать те же имена, что их предки в иночестве, особенно если этот предок почитался как святой (как Евфросиния Полоцкая, в честь которой под этим именем стриглись многие княгини и княжны; кроме того, в роду эти иноки могли местно чтиться ещё до общероссийской канонизации).
- Иногда можно встретить регулярный повтор родовой пары «родовое имя — иноческое имя». Такими традиционными парами стали: Константин — Касьян; Иоанн — Иона.
- Новорождённый в семье мог получить при крещении то же имя, что взял его родич при постриге — таким образом, родовой христианский именослов пополнялся[31].

##### Уменьшительные имена
Летописи изобилуют уменьшительными (гипокористическими) формами имён собственных, что рассматривается исследователями как определённое «культурное усилие» в медленном и постепенном внедрении христианских имён в родовую систему имянаречения. В отдельных случаях при упоминании в тексте тёзок уменьшительным назван младший из них по иерархии. В них также находит воплощение идея о том, что потомок — маленькое подобие предка. Уменьшительные формы используются и при образовании отчеств (Андрей Володшич, Иванко Тимошкинич). «Обрастая славянскими морфологическими показателями, христианское имя хотя бы отчасти теряет свою инородность и включается в традиционную культуру имянаречения».
Любопытно, что определённые формы уменьшительных имён, видимо, употреблялись только среди князей, в отличие от прочих людей (например, «Василько», но не «Василь»).
- Бориско — Борис
- Василько, Василко — Василий
- Владимирко — Владимир
- Володьша, Володша — Владимир
- Володарь (вероятно, уменьшительная форма)
- Всеволодко — Всеволод
- Герша
- Гюрги — Георгий
- Михалко — Михаил
- Святоша — Святослав
- Юрий (вероятно, уменьшительная форма)

##### Прямые имена
В XIV—XVI веках существует другая, поздняя форма «двуименности», на сей раз христианская; она является обычным явлением у князей.
Подобно нехристианским именам, Рюриковичи могли иметь несколько надёжно зафиксированных христианских имён одновременно, но при этом крестильное имя было одно, причем точно сказать, которое, можно в редких случаях.
Это были т. н. «прямые имена» — непубличное христианское имя, которым младенец нарекался по дню рождения (даже если оно приходилось на день непопулярного святого). Одновременно ему давалось родовое династическое «тронное» имя, традиционное для его ветви рода. Тут не имелось устойчивых пар.
Ф. Б. Успенский указывает, что превращение этой двуименности из полуязыческой в полностью христианскую могло иметь в качестве примера вполне нормальную с точки зрения православия систему — когда человек действительно имел два христианских имени, но второе получал при постриге. При этом поздняя христианская двуименность явным образом наследует предыдущей мирской-христианской двуименности, то есть происходит замещение. «Во всей истории Рюриковичей прослеживается отчетливая закономерность: у князя должно быть „публичное“ имя и „непубличное“ имя. Поначалу „публичными“ являются исконные языческие имена, а „непубличными“ — христианские. Как только же христианские имена превращаются в основные, так сказать, официальные имена, становятся достоянием рода, формируется как бы второй пласт христианского именования, так или иначе связанный с датой рождения и личной судьбой князя, набор дополнительных, „непубличных“ христианских имён».
Право на родовое имя из традиционного именослова почти буквально отождествлялось с правом на власть, оно было практически «тронным». Причиной возникновения подобной традиции исследователи считают «давление месяцеслова», при котором ребёнок был обязан получать имя по святцам, однако это не соответствовало целям родовых имён, и поэтому возник подобный выход.

### Отчества
Судя по всему, вплоть до XIII века в Лаврентьевской, Ипатьевской и Новгородской первой летописи нет примеров сочетания языческого имени и сугубо крестильного отчества (например, Изяслав Фёдорович; возможен только вариант Изяслав Мстиславич).
Помимо традиционных привычных нам отчеств от имени отца в летописи могли использоваться «отчества» от имени матери, если требовалось подчеркнуть именно эту линию преемственности. Так, Василько Леонович был сыном претендента на византийский престол лже-Льва Диогена и русской княжны Марии (Марицы), дочери Владимира Мономаха; после гибели отца жил в Киеве у дядьев по материнской линии и воспитывался матерью, поэтому его происхождение по материнской линии было важнее — он именовался с отчеством «Мариич, Мариинич, Маричич, Маричинич». Его связь с дедом Владимиром Мономахом подчеркивало одно и то же христианское имя — «Василий». Также от имени матери сын Ярослава Осмомысла от любовницы Анастасии носил прозвание Олег Настасьич (в отличие от законного потомства).
В русских летописях (вплоть до XII века) при упоминании, например, о браке, редко приводится имя невесты, а при сообщении о смерти княгини — её личное имя. В первом случае женщина чаще именуется по имени отца (Мстиславна, Всеволодковна, Ярославна), во втором — по имени мужа в притяжательной форме (Мстиславляя, Всеволожая).

### Женские имена
«Принципы имянаречения женщин на Руси развивались по своему собственному сценарию, во многом совпадающему с процессом развития мужского именослова, но в чём-то от него отличному». Мирская/христианская двуименность при этом сохранялась, однако отличия в основном существовали:
- Набор женских имен был менее консервативен, более подвижен. Женщины, выходя замуж в другой род, служили проводником для новшеств именования, приносили свой набор имён
- Выбор имён для девочки был более свободен, подчас он служил своеобразным «полигоном», на котором испытываются новые модели имянаречения.
- Не всегда наречение женским именем — это крещение новорождённой, часто — это взрослая невеста из другого народа или религии.
- Часто жены князей были дочерьми их подданных, естественно, набор их имён был другим.
- Женщины чаще принимали постриг, поэтому христианский именослов был им ближе[41].

Мирские женские имена проявляют не меньшую устойчивость, чем мужские. Они могут наследоваться из рода матери (закрепляя новую родственную связь), но часто они приходят по отцовской линии — от бабки или прабабки, или другой родственницы, в этом случае как бы возобновляются, подновляются отношения свойства, которые после смены поколения стали отношениями родства. Имя княжны передаёт в род её мужа информацию о роде её отца. Запрет на наречение мирским именем живого предка по мужской линии каким-то образом распространяется и на женщин (князь Ярослав не называл дочь Ярославой; возможен был повтор лишь одного элемента — например, Предслава).

## Комментарии
1. ↑  Один из ранних примеров нарушения табу — Мстислав Мстиславич Удатный — однако он, возможно, был посмертным ребёнком. Затем появляются Ярослав Ярославич и названный в честь живого деда Всеволод Константинович.
2. ↑  Мстислав Великий, сын английской принцессы Гиты Уэссекской, в честь деда, короля Гарольда II звался Харальд. Хольти Смелый — один из сыновей Ярослава Мудрого и шведской принцессы Ингигерды. Какой именно — неизвестно, имя использовалось в Скандинавии. Андрей Боголюбский, сын половчанки, по одному из сообщений до крещения имел имя «Китай».